# 国際推理作家協会
国際推理作家協会（こくさいすいりさっかきょうかい）は、1986年に設立された国際的な推理作家の団体。推理小説というジャンルの振興と言語間の翻訳の促進を目的とする。世界に22の支部があり、約1000名が所属している。略称は、スペイン語表記の頭文字を取ったAIEP（アイープ）。

## 概要
1986年にキューバの首都ハバナで創設された。中心となった人物は、メキシコの推理作家パコ・イグナシオ・タイボ二世、ラファエル・ラミレス・エレディア（es）、ウルグアイのダニエル・チャヴァリア、キューバのアルベルト・モリーナ（Alberto Molina）、ロドルフォ・ペレス・バレロ（es）、ロシア（当時はソビエト連邦）のユリアン・セミョーノフ、チェコスロヴァキア（当時）のイジー・プロハースカ（Jiri Prochazka）。
当初の第一の目的は、ラテンアメリカ諸国や東ヨーロッパ諸国の独裁政権下での検閲に対抗し推理作家の自由を主張することだったが、多くの国で民主化が達成されたため、現在では推理小説というジャンルの振興と言語間の翻訳の促進を第一の目的として掲げている。
小説または、映画、テレビ、演劇等のシナリオなどの作品を発表したことがある作家、または推理小説の分野で多大な貢献をしている人物が会員になることができる。年に1回、大会を開催し、4年に1度の会議で役員を選出している。
国際推理作家協会は、毎年夏にスペインのヒホン（創設メンバーの一人であるパコ・イグナシオ・タイボ二世の故郷）で行われるミステリの祭典「セマナ・ネグラ（黒い週間）」を主催している。この祭典では、スペイン語で書かれた最も優れた推理小説に贈られるダシール・ハメット国際推理小説賞の受賞作が選出される。国際推理作家協会はその規約で、支部で独自の賞を主催する場合はダシール・ハメットの名を冠することが望ましいとしており、北アメリカ支部も独自に、北アメリカで英語で書かれた作品を対象とするハメット賞を主催している。北欧支部のスカンジナヴィア推理作家協会は、北欧5か国で最も優れた推理小説に対してガラスの鍵賞を授与しているが、この賞の名はダシール・ハメットの小説『ガラスの鍵』に由来する。
なお、国際推理作家協会とは別に、1975年より3年に一度、世界推理作家会議が開催されていた。これはイギリスの推理作家のジュリアン・シモンズの提唱により始まったものである。

## 歴代会長
- ユリアン・セミョーノフ （ロシア）
- パコ・イグナシオ・タイボ二世 （メキシコ）
- K・アルネ・ブルム（sv） （スウェーデン）
- スーザン・ムーディー（en） （イギリス）
- ジェレマイア・ヒーリイ（Jeremiah Healy） （アメリカ合衆国）（2000-2004）
- ピエット・ティーグラー（Piet Teigeler） （ベルギー）（2004-2008）
- ジム・マディスン・デイヴィス（J. Madison Davis） （アメリカ合衆国）（2008-）

## 役員
2008年にフランス・フロンティニャンで行われた会議で決定した役員。任期は4年。
- 会長： ジム・マディスン・デイヴィス（J. Madison Davis）（アメリカ合衆国）（元北アメリカ支部長）
- 副会長（アジア）： 松坂健 （日本）
- 副会長（西ヨーロッパ）： Thomas Przybilka （ドイツ）
- 副会長（東ヨーロッパ）： エマヌエル・イコノモフ（bg:Емануел Икономов）（ブルガリア）
- 副会長（北アメリカ）： Jenny White
- 副会長（ラテンアメリカ）： Rubén Andres Varona
- 副会長（オセアニア）： Jurgen Bronniman

主な役員経験者
- ホセ・ラトゥール - 1998年から、副会長（ラテンアメリカ担当）を務めた。
- 戸川昌子 - 日本代表理事を務めた。[3]

## 主な支部
世界に22の支部があり、約1000名が所属する。独自の公式サイトを持っている支部を以下に列挙する。
- 北アメリカ支部
  - 北アメリカ（アメリカ合衆国、カナダ）で英語で書かれた作品を対象とするハメット賞（en）（1992年 - ）の主催団体。約250名が所属する[1]。日本人では、早川書房社長の早川浩と翻訳家の木村二郎が所属している。
- ドイツ語圏支部：シンジケート （de）
  - 1986年設立。ドイツ語で書かれた作品を対象とするグラウザー賞（1987年 - ）の主催団体。ドイツ、オーストラリア、スイスのドイツ語で執筆する推理作家が約600名所属している[4]。日本では単に「ドイツ推理作家協会」とも呼ばれる。
- 北欧支部：スカンジナヴィア推理作家協会 （Skandinaviska Kriminalsällskapet、略称：SKS）
  - 1991年設立。北欧5か国で最も優れた推理小説に対してガラスの鍵賞を授与している。
- オランダ支部：オランダ推理作家協会 （Genootschap van Nederlandstalige Misdaadauteurs、略称：GNM）
  - 1986年設立。最も優れたオランダ語の推理小説に対して金のロープ賞（en:Gouden Strop）を授与している。
- ベルギー・フランデレン支部：フランデレン推理作家協会 （Genootschap van Vlaamse Misdaadauteurs、略称：GVM）
  - 1991年設立。ベルギーのフランデレン地域（オランダ語を使用する地域）の支部。最も優れたオランダ語の推理小説に対してダイヤモンドの弾丸賞（en:Diamanten Kogel）を授与している。
- ブルガリア支部
  - 1987年設立。

## 大会
年に一度、会員の有志が集まる大会が実施される。大会では、各国のミステリ最新事情を報告したり、協会のあり方について話し合ったりする会議（Conference）のほか、ジャーナリストや警察関係者から実際の犯罪について聞くイベント、作家のパネルディスカッションなどが行われる。
- 2004年 - ドイツ・ダウン
- 2005年 - メキシコ・メリダ （ハリケーンの影響で中止）
- 第18回（2006年）
- 第19回（2007年9月） - ドイツ・ベルリン
- 第20回（2008年6月） - フランス・フロンティニャン
  - 第11回国際ロマン・ノワール・フェスティバル（FIRN）（fr）と同時開催。会議には11か国（イギリス、アメリカ、ドイツ、オーストリア、オランダ、ベルギー、フランス、イタリア、スペイン、コロンビア、日本）の17名が参加。日本からは松坂健夫妻と小山正が参加。役員の選出も行われ、ジム・マディスン・デイヴィスが新会長、松坂健が副会長（アジア担当）となった。
- 第21回（2009年5月） - アイスランド・レイキャビク
  - 北欧支部のスカンジナヴィア推理作家協会の大会と共同開催で、同協会が主催するガラスの鍵賞の授賞式も日程に組み込まれた。幹事を務めたのはアイスランド推理作家協会。会議には、アイスランドから10名、アイスランドを除くヨーロッパから24名、アメリカから6名、日本からは3名（松坂健夫妻、小山正）が参加。ほかにアジアからは、パネルディスカッションに中国出身でイギリス在住のダイアン・ウェイ・リャンが参加した。
- 第22回（2010年6月） - アメリカ合衆国・オクラホマシティ
  - 会議にはアメリカから6名、イギリスから3名、スイスから1名、イタリアから1名、コロンビアから1名、日本から2名（松坂健夫妻）が参加した。
- 第23回（2011年6月予定） - スイス・チューリッヒ

また、年次大会とは別に、2012年2月に東京での非公式ミーティングが予定されている。

## 出版物
- ニュー・ミステリ ジャンルを越えた世界の作家42人 （編：ジェローム・チャーリン、1995年10月、早川書房、ISBN 9784152079619）
  - "The New Mystery - The International Association of Crime Writers' Essential Crime Writing of the Late 20th Century" (1993)の翻訳
  - 国際推理作家協会の創設にかかわったジェローム・チャーリン（en）や、当時の会長のパコ・イグナシオ・タイボ二世、北アメリカ支部長らが編者となったアンソロジー。日本の作品は、三島由紀夫「殉教」が収録されている。